# Max Wright
Pour les articles homonymes, voir Wright.
George Edward Maxwell Wright, dit Max Wright, est un acteur américain né le 2 août 1943 à Détroit (Michigan) et mort le 26 juin 2019 à Englewood dans le New Jersey.

## Biographie
Max Wright est notamment connu pour avoir joué Willy Tanner dans la sitcom Alf. Il jouait aussi Terry le propriétaire du café Central Perk dans Friends.
En plus de Alf, Wright a fait des apparitions dans des émissions télévisées telles que WKRP à Cincinnati et a été membre de la distribution régulière de Misfits of Science, AfterMASH, Buffalo Bill et The Norm Show, ainsi que dans l'adaptation télévisée de Le Fléau de Stephen King. Il est apparu brièvement dans les première et deuxième saisons de la sitcom Friends en tant que Terry, le directeur de Central Perk. Il a joué le rôle de Guenter Wendt dans la minisérie HBO de 1998, De la Terre à la Lune, et du Dr Josef Mengele dans Playing for Time.
Wright a également eu une carrière théâtrale et a joué dans des théâtres régionaux à travers les États-Unis. En 1968, il fait partie de la production originale de The Great White Hope au stade Arena à Washington DC. En 1998, il se produit à Broadway dans Ivanov, ce qui lui vaut une nomination à Tony et joue Sir Andrew dans Twelfth Night au Lincoln Center. En 2007, il a joué au JET (Jewish Ensemble Theatre) à Detroit et à la production de No Man's Land au American Repertory Theatre. Il est également apparu dans la production de 2010 de Le Conte d'Hiver et du Marchand de Venise de The Public Theatre à Shakespeare in the Park.
Wright était marié à Linda Ybarrondo de 1965 à son décès du cancer du sein en 2017. Le couple a eu deux enfants, Ben et Daisy.
En janvier 2000, Wright a été arrêté pour conduite en état d'ébriété à Los Angeles. À l'époque, il apparaissait dans The Norm Show. Wright a de nouveau été arrêté pour conduite en état d'ivresse en 2003.
En 1995, il a été diagnostiqué avec un lymphome qui a été traité avec succès et est resté en rémission jusqu'en 2019. Le 26 juin 2019, Wright est décédé d'une récidive de ce lymphome à l'âge de 75 ans au Lillian Booth Actors Home (en) à Englewood dans le New Jersey.

## Filmographie
- 1974 : In Fashion (TV) : Etienne
- 1979 : Meurtres en cascade (Last Embrace) : Second Commuter
- 1979 : Que le spectacle commence (All That Jazz) : Joshua Penn
- 1980 : Simon : Leon Hundertwasser
- 1980 : Sursis pour l'orchestre (Playing for Time) (TV) : Dr Mengele
- 1981 : For Ladies Only (TV) : Shakespeare Director
- 1981 : Les Rouges (Reds) : Floyd Dell
- 1982 : Dangerous Company (TV) : Dr Boone
- 1983 : L'Arnaque 2 (The Sting II) : Manager
- 1984 : The Boy Who Loved Trolls (TV) : Secretary
- 1985 : Scandal Sheet (TV) : Stan Clark
- 1985 : Opération Foxfire (Code Name: Foxfire) (TV)
- 1985 : Vacances de folie (Fraternity Vacation) de James Frawley : Millard Tvedt
- 1985 : Konrad (TV) : Dr Al Monford
- 1986 : Superminds (Misfits of Science) (TV) : Dick Stetmeyer
- 1986 : Liberty (TV) : Alexandre Gustave Eiffel
- 1986  : Alf (TV) : Willie Tanner (101 épisodes)
- 1986 : Touch and Go : Lester
- 1986 : Soul Man : Dr Aronson
- 1988 : Going to the Chapel (TV) : Howard Haldane
- 1993 : Dudley (série TV) : Paul
- 1994 : Le Fléau (The Stand) (feuilleton TV) : Dr Herbert Denninger
- 1994 : White Mile (TV) : Bill Spencer
- 1994 : Friends (TV) : Terry (1er gérant du café Central Perk)
- 1994 : The Shadow : Berger, Museum of Natural History
- 1995 : A Mother's Gift (TV) : Herman Mandelbrot
- 1995 : Les Grincheux 2 (Grumpier Old Men) : County Health Inspector
- 1997 : Dead by Midnight (TV) : Dr Jonas Reilly
- 1998 : De la terre à la lune (From the Earth to the Moon) (feuilleton TV) : Guenter Wendt
- 1998 : Twelfth Night, or What You Will (TV) : Sir Andrew Aguecheek
- 1999 : Le Songe d'une nuit d'été (A Midsummer Night's Dream) : Robin Starveling
- 1999 : La neige tombait sur les cèdres (Snow Falling on Cedars) : Horace Whaley
- 2002 : Easter : Zaddock Pratt
- 2005 : Back to Norm (TV) : Norm's Uncle